# Pieśń husycka o królu Zygmuncie Luksemburczyku
Pieśń husycka o królu Zygmuncie Luksemburczyku (inc. Słyszeliśmy nowinę o węgierskim krali) – anonimowa średniowieczna pieśń w języku polskim, opowiadająca o walce narodu czeskiego pod wodzą Jana Žižki z Zygmuntem Luksemburczykiem, prowadzącym w latach 1420–1424 krucjaty antyhusyckie. Utwór był przeznaczony do śpiewania, o czym świadczą nuty dołączone do rękopisu (jednak ze względu na ich niestaranne wykonanie niemożliwe jest odtworzenie melodii). Wymowa wiersza jednoznacznie staje po stronie broniących się przed węgierskim królem Czechów.
W tekście nie zostały wymienione dokładne wydarzenia historyczne, ale na podstawie wyszczególnionych faktów i postaci można wysnuć wniosek, że utwór opowiada o zwycięstwie Žižki pod Kutną Horą i Niemieckim Brodem na początku stycznia 1422 roku. Badacze przypuszczają, że wiersz jest przeróbką pierwowzoru pochodzącego z Moraw. Zawiera liczne czechizmy, a o autorstwie innym niż czeski świadczy wers drugi (cóż nam Czeszy sprawili). Wymieniono także dwóch panów morawskich: Haška z Waldštejnu i Wacława z Kravaž. Według Aleksandra Brücknera przeróbki dokonano w obozie bratanka Jagiełły Zygmunta Korybutowicza, który w 1422 opanował część Moraw i wkroczył do Pragi. 
Pieśń... charakteryzuje się nastrojem triumfu nad wojskiem króla Zygmunta i drwiną z niego. Świadczą o tym wersy, w których dominują epitety obelżywe, wyrażające pogardę, a także szydercze wypowiedzi panów morawskich. Wersy te zostały skontrastowane z pełną pychy i dumy wypowiedzią króla, oraz z jego późniejszą bezradnością po przegranej walce. 
Wiersz ma budowę nieregularną: występuje osiem 13-zgłoskowców, pięć 14-zgłoskowców, dwa 12-zgłoskowce, trzy 11-zgłoskowce, a pozostałe trzy wersy to 15-, 16- i 17-zgłoskowce. Dominują rymy wewnętrzne. Wiersz można więc podzielić na 21 wersów, jednakże Teresa Michałowska zaproponowała inny jego podział: na 42 wersy, także o zróżnicowanej długości (od 4 do 10 zgłosek w linijce tekstu).
Utwór został zapisany w XV-wiecznym kodeksie Sermones de tempore zawierającym kazania oraz niewielką liczbę drobnych tekstów w języku polskim, czeskim i niemieckim. Kopistą był zakonnik Krystian z Góry w klasztorze Augustianów w Żaganiu, który zapisał tekst najprawdopodobniej przed 1439 rokiem. Obecnie kodeks przechowywany jest w Bibliotece Uniwersyteckiej we Wrocławiu (sygn. I Q 393). 